# Jared Allen
Jared Scot Allen (Los Gatos, 3 aprile 1982) è un ex giocatore di football americano statunitense che ha militato nel ruolo di defensive end nella National Football League (NFL). Allen al college giocò a football a Idaho State e fu scelto dai Kansas City Chiefs nel corso del quarto giro del Draft NFL 2004. Fu convocato cinque volte per il Pro Bowl,  inserito quattro volte nella formazione ideale della stagione All-Pro e per due volte guidò la NFL in sack. È stato introdotto nella Pro Football Hall of Fame nel 2025.

## Carriera professionistica

### Kansas City Chiefs

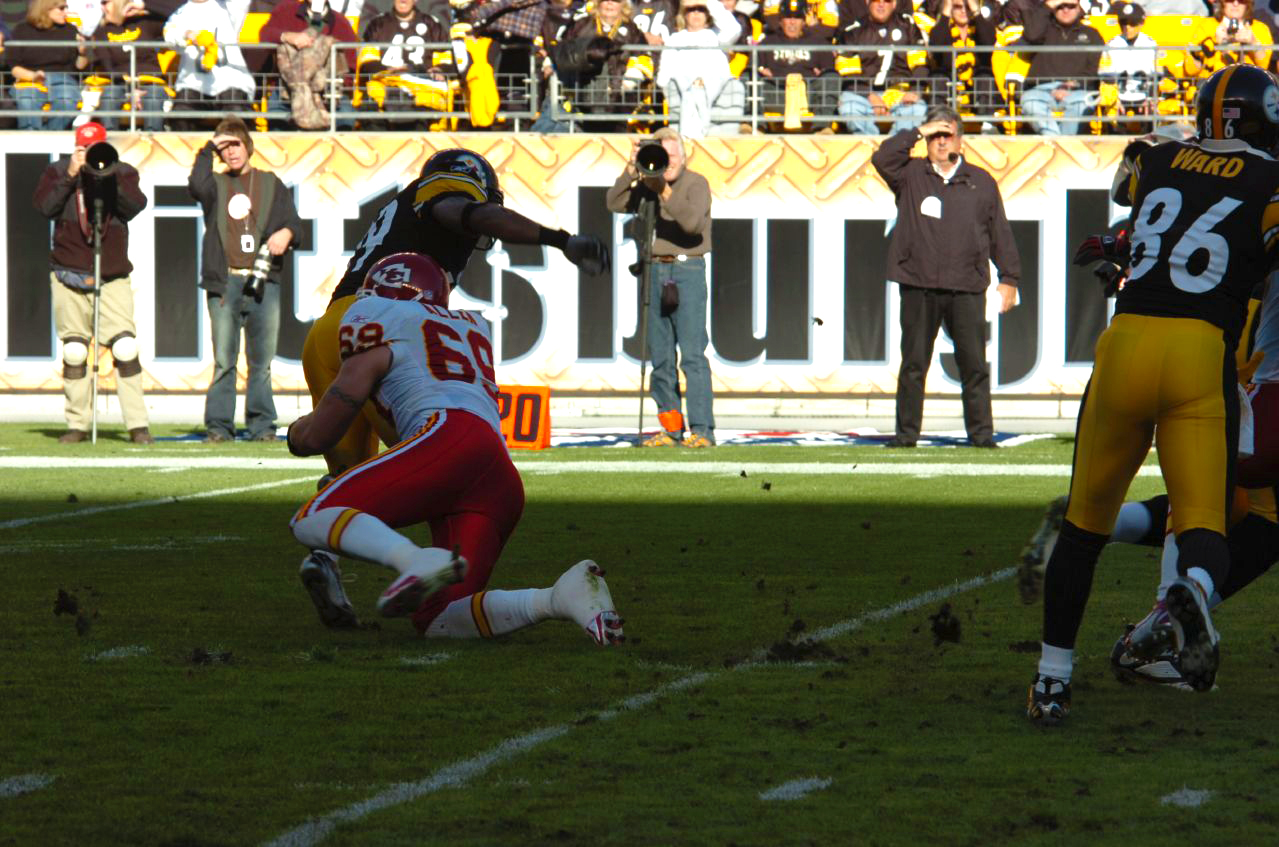
Allen nel 2006 mette a segno un tackle contro un giocatore degli Steelers.

Allen fu scelto dai Chiefs nel corso del quarto giro (126º assoluto) del Draft NFL 2004 e firmò un contratto annuale del valore di 100.000 dollari. Il 21 maggio 2007, Allen, divenuto un restricted free agent, firmò per un altro anno coi Chiefs, questa volta per 2,35 milioni di dollari. Il 2 dicembre 2007, Allen ricevette un passaggio da touchdown contro i San Diego Chargers. Il 23 dicembre 2007, Allen ricevette un altro passaggio da touchdown contro i Detroit Lions.
Allen fu convocato come defensive end titolare della AFC nel Pro Bowl 2007 e guidò la NFL in sack con 15,5, e fu inoltre inserito nella formazione ideale della stagione All-Pro stilata dalla Associated Press.
Nel febbraio 2008, i Chiefs usarono la franchise tag su Allen, facendogli firmare un contratto annuale da 8,8 milioni di dollari per il 2008.

### Minnesota Vikings

#### 2008

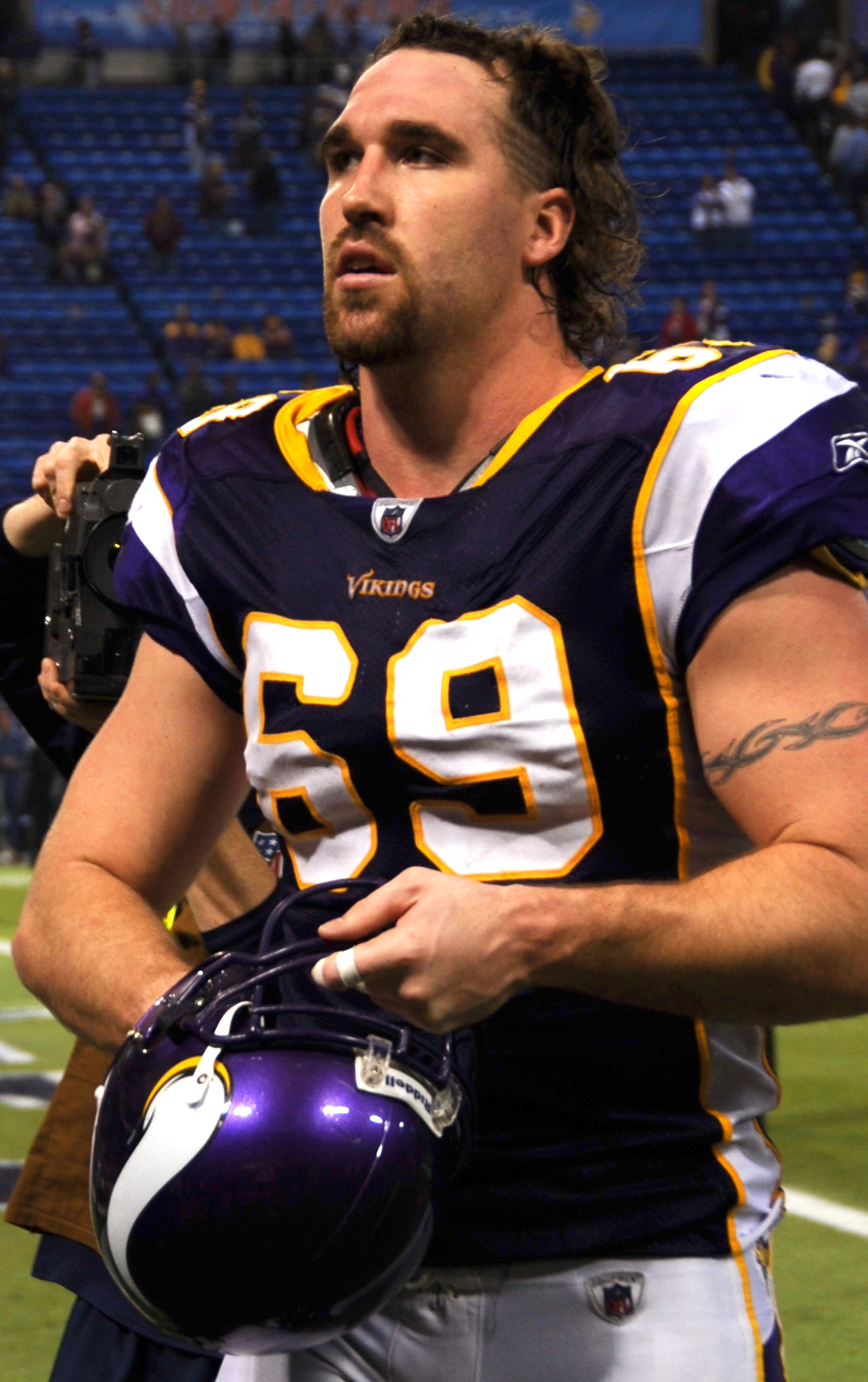
Allen nel 2009.

Il 22 aprile 2008, i Chiefs scambiarono Allen coi Minnesota Vikings in cambio di una scelta del primo giro, che essi utilizzarono per scegliere l'offensive tackle Branden Albert, e due scelte del terzo, una delle quali usata per prendere Jamaal Charles, oltre a scambiarsi le scelte del sesto giro del Draft NFL 2008. I Vikings in seguito firmarono con Allen un contratto di sei anni, con quello che fu all'epoca il contratto più oneroso firmato da un uomo della linea difensiva nella storia della NFL. Ad Allen fu dato un bonus di 8 milioni di dollari nel 2010, mentre il contratto ammontò a 72,36 milioni di dollari totali pagati dai Vikings, compreso un bonus alla firma di 15,5 milioni.
Durante la stagione 2008, Allen mise a segno 54 tackle, 14,5 sack e 3 fumble forzati, malgrado abbia lottato con infortuni ad entrambe le ginocchia e alla spalla per tutta la durata della stagione. Fu inserito nel First-team All-Pro e convocato per il suo secondo Pro Bowl. Il suo primo sack come Viking lo fece registrare in una partita contro gli Indianapolis Colts, quando gettò a terra il quarterback Peyton Manning. Nella sua prima gara di playoff coi Vikings, Allen fece registrare 3 tackle, 2 sack ed un fumble forzato. Allen forzò inoltre una safety quando fermò Dan Orlovsky nella end zone durante la gara contro i Detroit Lions ed un'altra safety nella settimana 10 contro i Green Bay Packers, quando mise a segno un sack su Aaron Rodgers nella end zone.

#### 2009
Il 5 ottobre 2009, contro i Green Bay Packers, Allen stabilì il record in carriera con 4,5 sack, oltre a mettere a segno la terza safety in due anni. Una settimana dopo, contro i St. Louis Rams, egli ritornò un fumble per 52 yard, il primo touchdown difensivo della sua carriera. Anche nel 2009 fu convocato come titolare per il Pro Bowl.

#### 2010

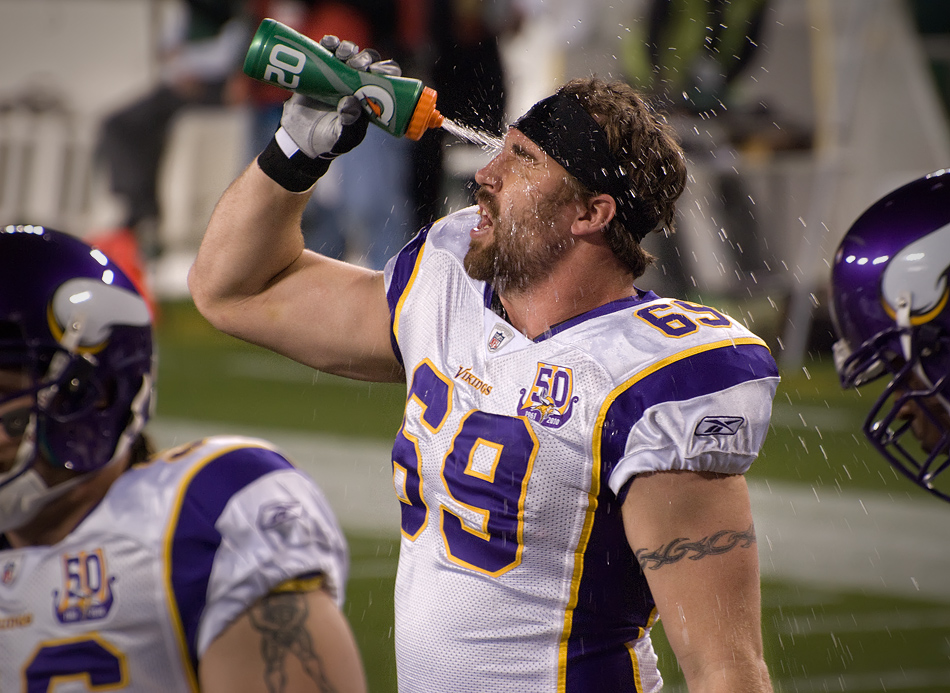
Allen il 24 ottobre 2010.

Allen iniziò la stagione 2010 lentamente, registrando un solo sack nelle prime 7 gare ma mettendone a segno 10 nelle successive nove, portandolo al decimo posto della lega con 11 sack totali. Nell'ultima gara stagionale contro Detroit, Allen segnò il secondo touchdown difensivo della carriera, dopo aver ritornato un intercetto per 36 yard.

#### 2011

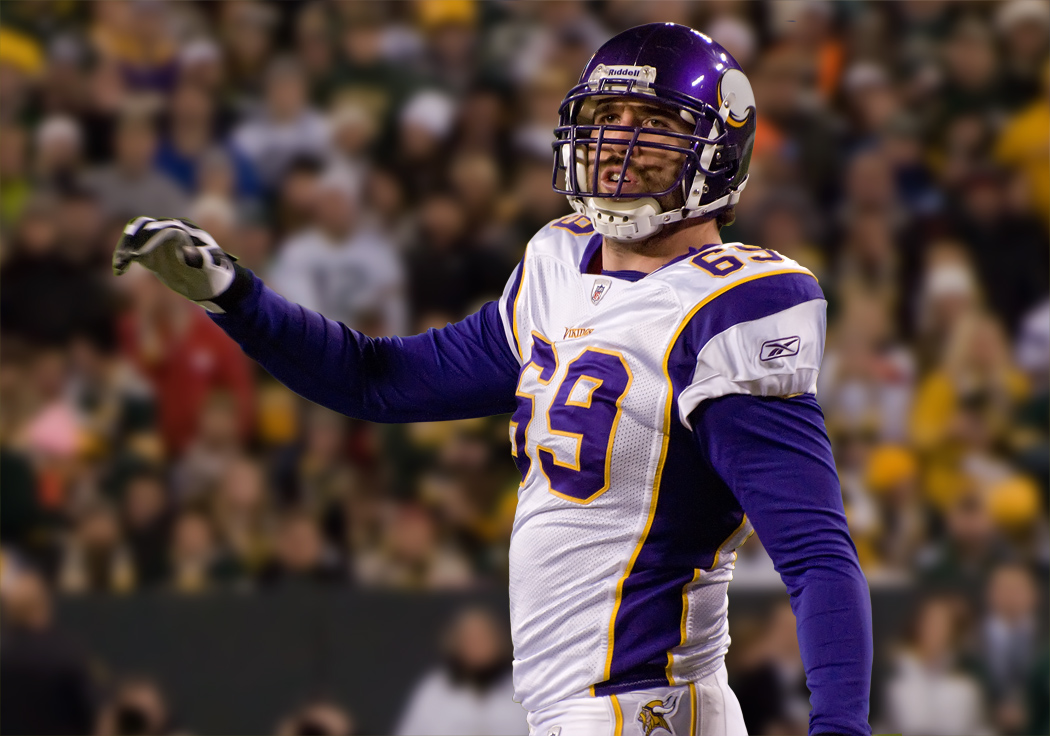
Allen in un Monday Night Football del 2011 contro i Packers.

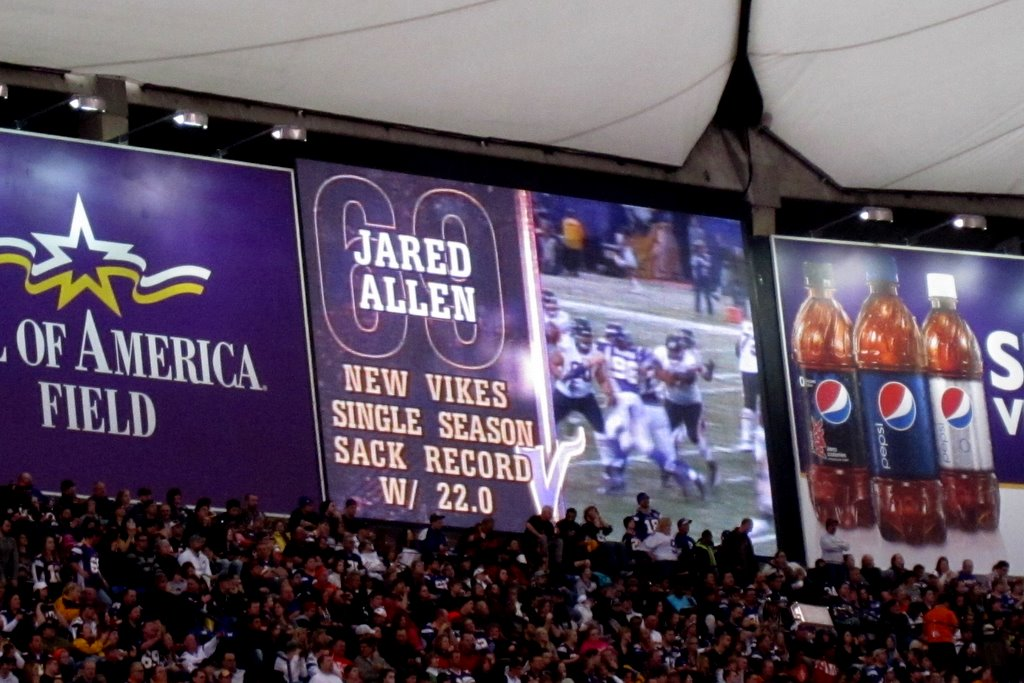
Allen stabilì il record di sacks dei Vikings contro i Bears nel 2011.

Nel 2011, Allen ritornò a Kansas City, sua vecchia casa. I Vikings persero una partita equilibrata 22-17. Il 1º gennaio 2012, Jared Allen stabilì il record di franchigia dei Vikings per il maggior numero di sack stagionali con 22. Nella settimana 17 contro i Chicago Bears, Allen andò segno su Josh McCown 3.5 volte, fermandosi a mezzo sack dal record NFL dell'ex defensive end dei New York Giants Michael Strahan. Allen si fermò a sette voti dall'aggiudicarsi il premio di difensore dell'anno della NFL, vinto da Terrell Suggs dei Baltimore Ravens e fu votato al 13º posto nella NFL Top 100, l'annuale classifica dei migliori cento giocatori della stagione.

#### 2012
Nella settimana 3 i Vikings vinsero sorpresa contro i San Francisco 49ers che si erano dimostrati la squadra probabilmente più forte della lega nelle prime due giornate con Allen che mise a segno il primo sack della stagione su Alex Smith.
Il sorprendente inizio di stagione dei Vikings proseguì con la vittoria nella settimana 4 sui Detroit Lions con Allen che mise a referto il secondo sack dell'anno su Matthew Stafford. Nel quinto turno della stagione Jared mise a segno il terzo sack consecutivo su Matt Hasselbeck dei Tennessee Titans.

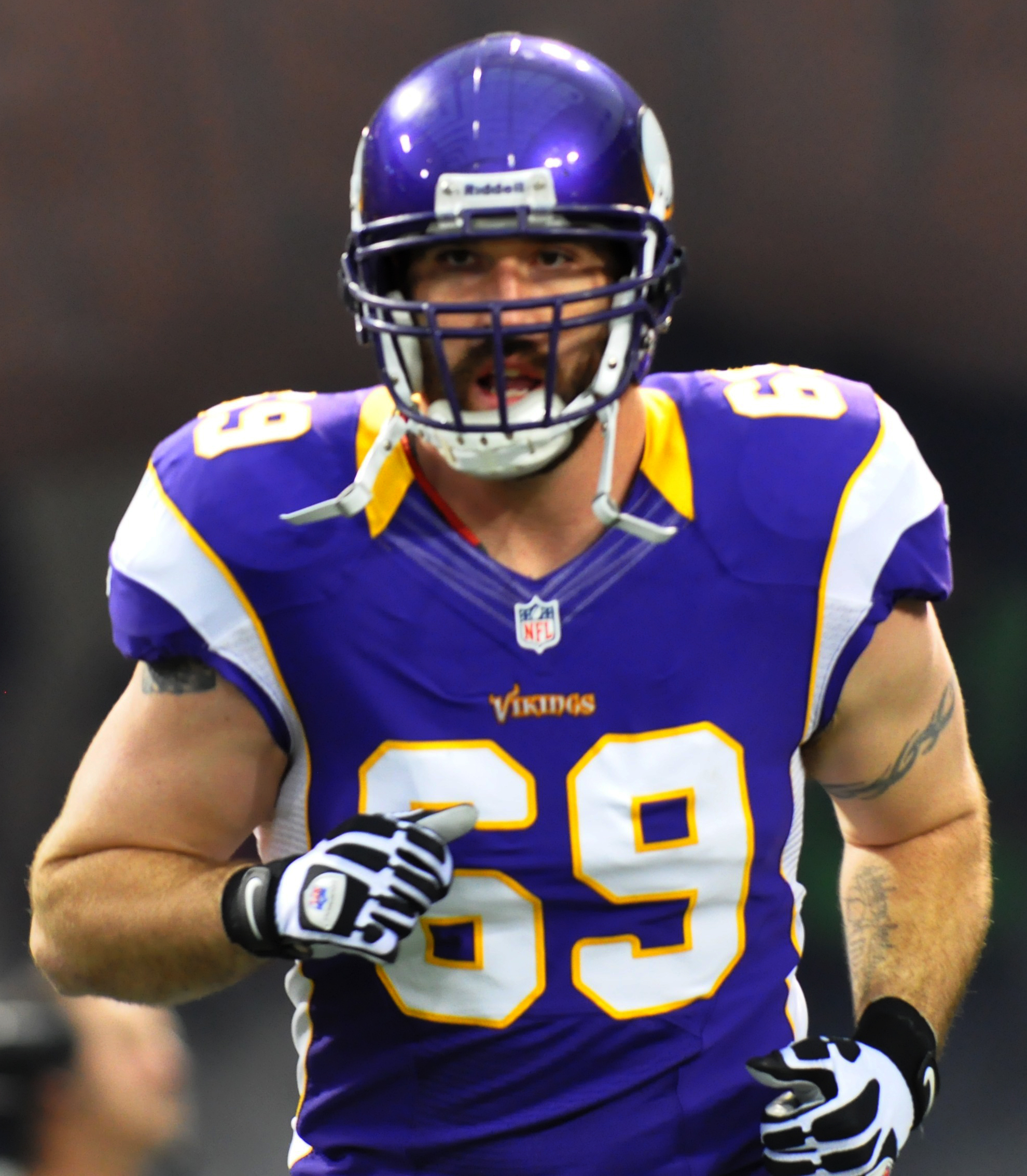
Allen durante un incontro del 2012.

Nella settimana 6, la striscia di 3 vittorie consecutive dei Vikings si interruppe in casa dei Washington Redskins con Allen che totalizzò un altro sack su Robert Griffin III. Minnesota tornò alla vittoria nel turno successivo contro i Cardinals con il giocatore che mise a referto 2 sack su John Skelton.
Nel Thursday Night Football della settimana 8 perso contro i Tampa Bay Buccaneers, il giocatore estese la sua striscia di partite consecutive con un sack a 6 mettendone a segno uno su Josh Freeman nel terzo periodo, subito dopo uno screzio con Donald Penn che l'aveva colpito mentre Allen era privo del casco facendolo sanguinare al naso. Allen tornò a mettere a segno 2 sack su Aaron Rodgers nella settimana 13, ma i Vikings furono sconfitti dai Packers.

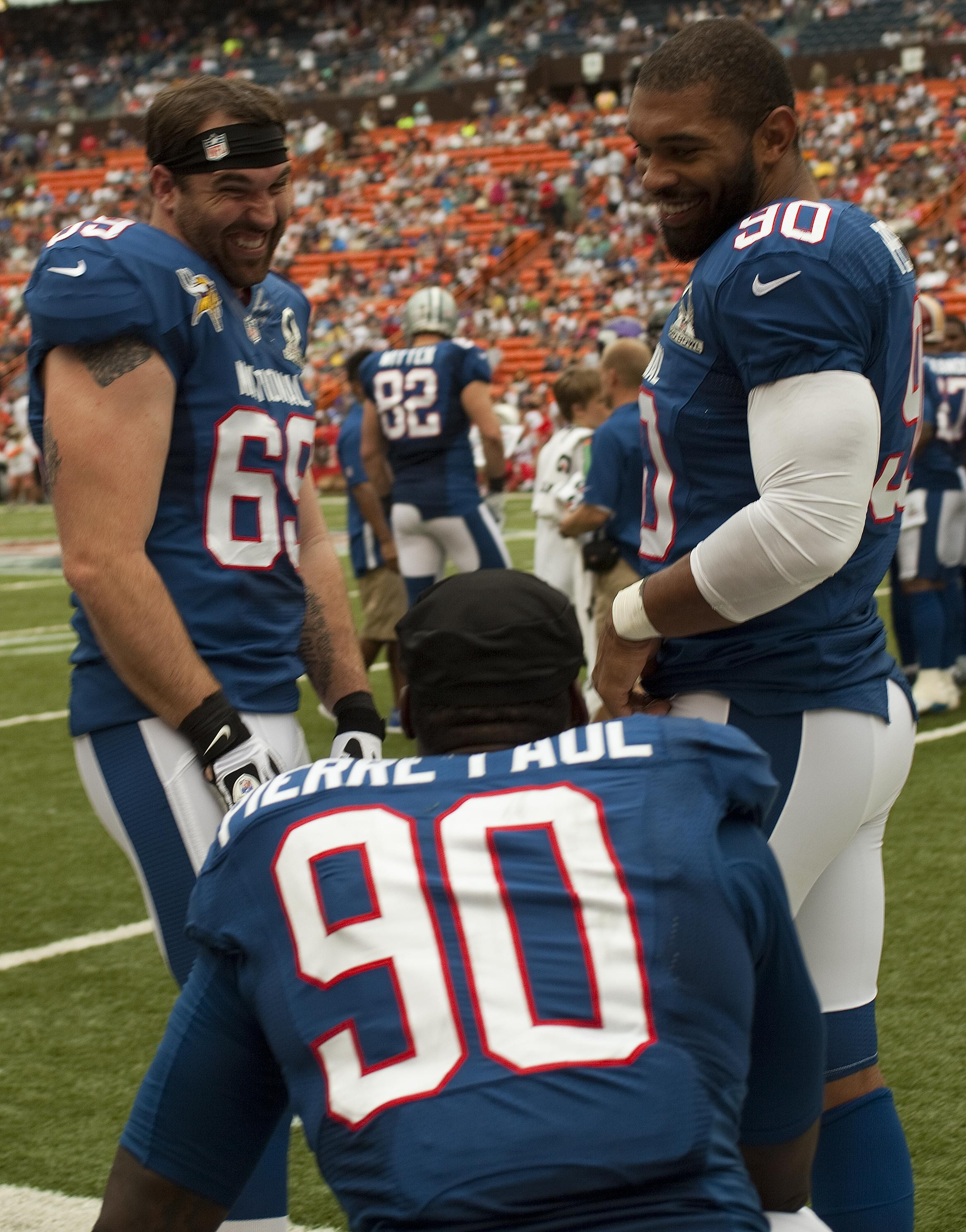
Allen con Julius Peppers e Jason Pierre-Paul nel Pro Bowl 2013.

Il decimo sack stagionale Allen lo mise a segno nella settimana 16 coi Vikings che ottennero una vittoria fondamentale sugli Houston Texans. Tre giorni fu convocato per il quinto Pro Bowl in carriera.
Nell'ultima gara di stagione regolare, i Vikings necessitavano di una vittoria per raggiungere i loro primi playoff dal 2009 a causa della vittoria dei Bears poche ore prima. Allen mise a segno un sack su Aaron Rodgers e Minnesota vinse con un field goal all'ultimo secondo di gara.
Nel primo turno di playoff, Minnesota ritrovò i Packers ma questa volta fu sconfitta nettamente, anche a causa dell'assenza del quarterback titolare Christian Ponder, malgrado 6 tackle e un sack di Aaron Rodgers. A fine anno fu classificato al numero 60 nella classifica dei migliori cento giocatori della stagione.

#### 2013
Allen iniziò la stagione 2013 con 4 tackle (2 solitari e 2 assistiti) nella settimana di debutto contro i Lions. La settimana seguente mise a segno un secondo sack ai danni del quarterback dei Chicago Bears Jay Cutler, forzando nella stessa azione un fumble ritornato in touchdown per 61 yard dal defensive end Brian Robison, oltre a mettere a segno altri 6 tackle (5 solitari e 1 assistito).

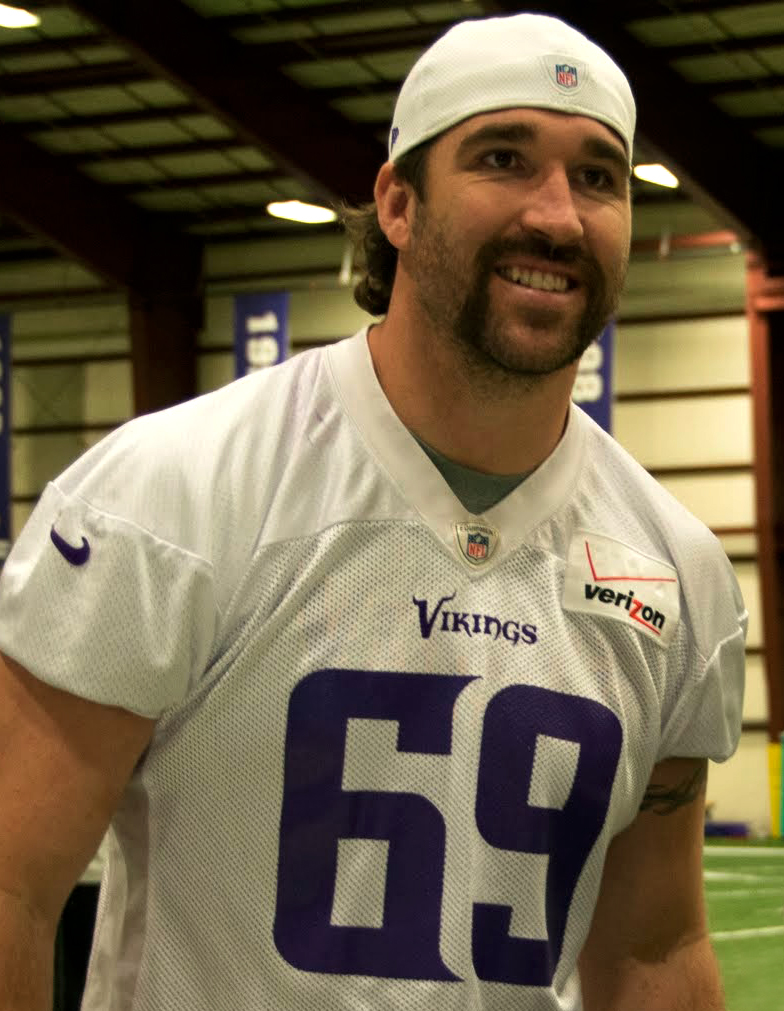
Allen durante una sessione di allenamenti nel 2013.

Nella settimana 4 Allen contribuì con 2,5 sack, 3 tackle solitari ed uno assistito alla prima vittoria stagionale dei Vikings, impegnati contro gli Steelers al Wembley Stadium di Londra in una delle due gare delle NFL International Series della stagione 2013. Dopo la settimana di riposo i Vikings tornarono alla sconfitta contro i Carolina Panthers (35-10 il punteggio finale) mentre Allen, dopo l'ottima gara di Londra, mise a segno soli 3 tackle (2 solitari ed uno assistito). Nel Monday Night della settimana 7 contro i Giants, Jared mise a referto 4 tackle (3 solitari ed uno condiviso) e soprattutto un sack con una sola mano in una delle azioni difensive più spettacolari della stagione, ma Minnesota subì la quinta sconfitta stagionale. Il sack, inizialmente assegnato come condiviso tra Allen e il compagno di squadra Kevin Williams, fu in seguito accreditato unicamente ad Allen. Nella settimana 8, contro i Green Bay Packers, Allen non riuscì a replicare la performance messa in mostra nel Monday Night e per la seconda volta in stagione chiuse la partita (persa da Minnesota 44-31) senza mettere statistiche a referto, nonostante si fosse trovato a fronteggiare una offensive line rimaneggiata dalle assenze.
Nella settimana 9 Allen disputò ancora una volta una gara opaca, mettendo a segno 1 solo tackle solitario, e allo stesso modo i Vikings continuarono a rimediare sconfitte, perdendo, contro i Dallas Cowboys 23-27, la settima partita su otto. La settimana seguente invece, nella gara di Thursday Night Football che vide i Vikings sconfiggere 27-34 i Washington Redskins tra le mura amiche del Mall of America Field e tornare alla vittoria a distanza di un mese dal primo e fino a quel momento unico successo stagionale, Allen (che festeggiava il traguardo delle 150 partite in carriera) assieme al resto della defensive line riuscì a mettere grande pressione sull'offensive line di Washington e salì a quota 5 sack stagionali, mettendo a segno con Kevin Williams 0,5 sack su Robert Griffin III, oltre a mettere a referto altri 3 tackle (uno solitario e 2 assistiti). Nella settimana 11, nella quale i Vikings furono sconfitti 20-41 dai Seattle Seahawks padroni di casa, Allen, relegato in panchina al termine del 3º quarto a risultato oramai già ampiamente acquisito dai Seahawks, mise a referto altri 5 tackle assistiti ed un passaggio deviato faticando, come tutto il resto della linea di difesa, nel mettere pressione a Russell Wilson.

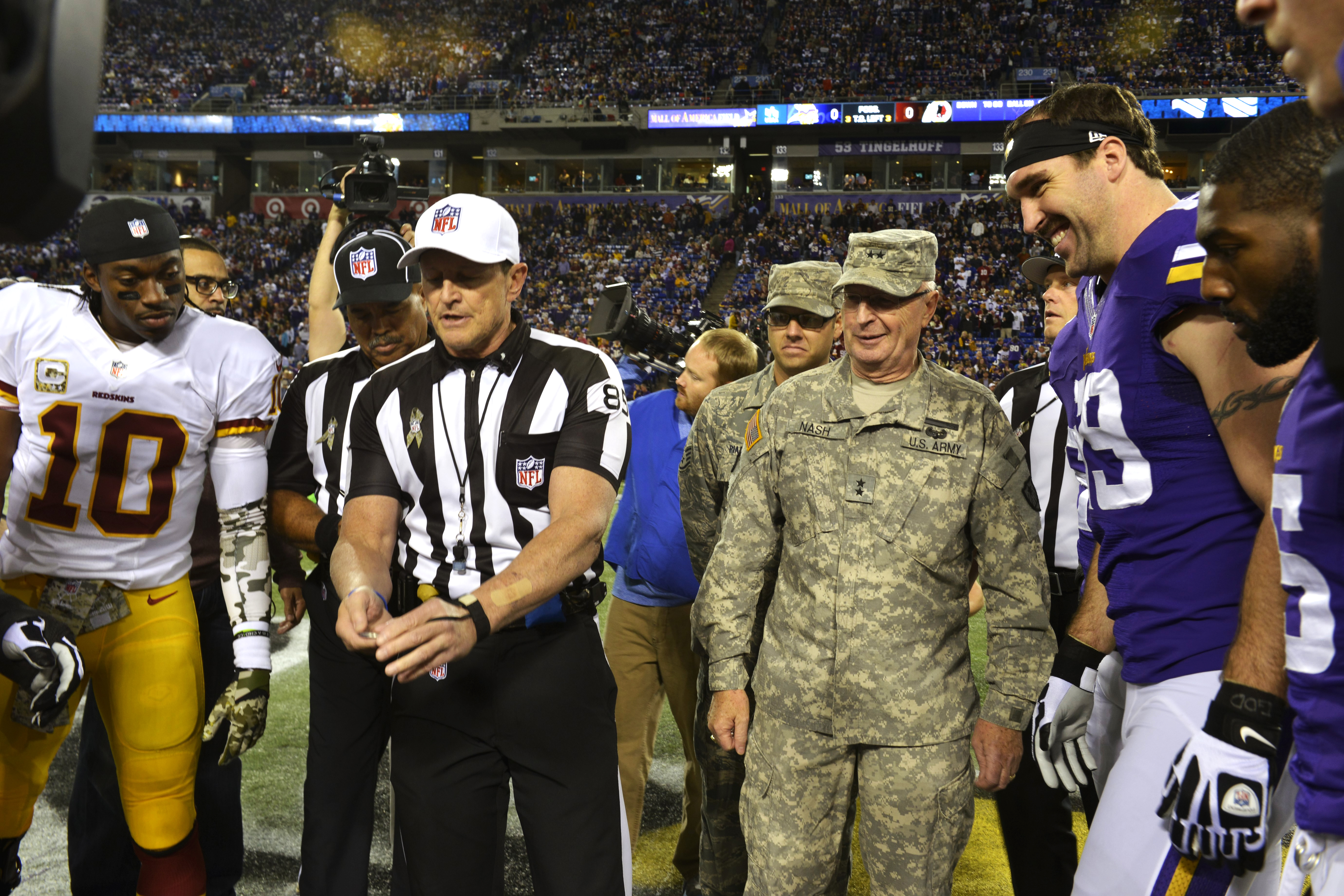
Allen (secondo da destra) assieme a Robert Griffin III e Greg Jennings prima di Redskins-Vikings.

Una settimana dopo, al Lambeau Field di Green Bay contro i Packers padroni di casa, mise a segno 5 tackle (4 solitari ed uno assistito) ed un passaggio deviato, disputando un ottimo tempo supplementare nel quale la difesa limitò i Packers a soli 3 punti su field goal in tre possessi palla, consentendo a Minnesota di uscire imbattuta 26-26 dal Lambeau Field e di portare così a casa il primo pareggio in stagione. La settimana seguente, nell'incontro casalingo contro i Chicago Bears, Allen fu protagonista assieme a tutta la difesa (per la prima volta nel 2013 capace di non concedere più di 20 punti agli avversari) di una delle migliori gare disputate dall'inizio della stagione, in cui mise a segno 4 tackle (3 solitari ed uno assistito) ma soprattutto, agli inizi dei tempi supplementari, un sack ai danni di Josh McCown ed il seguente fumble forzato (poi recuperato dall'offensive tackle Jermon Bushrod) in situazione di terzo down&11 che costrinse Chicago a restituire nello snap successivo il possesso della palla ai Vikings, i quali nel drive successivo arrivarono a tentare la realizzazione di un field goal da 57 yard, fallendo però il tentativo. Nel secondo possesso palla di Chicago, Allen fu ancora una volta decisivo nell'impedire ai Bears di guadagnare yard che sarebbero potute risultare determinanti per l'esito della gara, quando, placcando Matt Forté in situazione di primo down&10, costrinse gli avversari a ricorrere ad un proibitivo field goal da 47 yard fallito dal kicker Robbie Gould. Minnesota riuscì alla fine ad avere ragione dei Bears segnando con Blair Walsh allo scadere dei tempi regolamentari il field goal della vittoria che fissò il punteggio sul definitivo 20-23.
Nella settimana 14, in un innevato M&T Bank Stadium di Baltimora, contro i Ravens padroni di casa Allen mise a referto due tackle solitari ed il secondo sack consecutivo, il settimo in stagione, esercitando assieme all'intera defensive line una grande pressione su Joe Flacco, che tuttavia non bastò ai Vikings per evitare la nona sconfitta stagionale, maturata allo scadere del 4º quarto, quando i Ravens con un touchdown si portarono sul 26-29 finale. La settimana seguente, contro i Philadelphia Eagles che venivano da 5 vittorie consecutive, i Vikings tornarono alla vittoria nell'incontro casalingo terminato 30-48. Allen disputò ancora una partita di spessore, mettendo continuamente pressione su Nick Foles ai danni del quale mise a segno ben 2 sack.
Nel penultimo incontro della stagione regolare Allen mise a segno un sack condiviso con Everson Griffen (che gli permise di salire a quota 126,5 in carriera ed agganciare così Derrick Thomas al 13º posto nella classifica di tutti i tempi) e 4 tackle (uno solitario e 3 condivisi), ma i Vikings persero per 14-42 in casa dei Cincinnati Bengals il decimo incontro della stagione. Nella settimana 16 che vide i Vikings avere ragione dei Lions per 13-14 nell'ultima gara disputata al Metrodome prima della sua demolizione, Allen, che necessitava di solo 0,5 sack per chiudere la settima stagione consecutiva in doppia cifra, raggiunse agevolmente l'obiettivo al termine del 1º quarto mettendo a segno un sack ai danni di Matthew Stafford per una perdita di 6 yard. Un altro sack lo mise poi a segno nel 3º quarto guidando così la propria squadra in sack sia relativamente alla partita che alla stagione (11,5 sack complessivi in 16 incontri). Nel 2º quarto fu poi protagonista di un particolare episodio: designato come eleggibile per la ricezione, con i Vikings giunti sulla linea delle due yard dei Lions, Allen fu lasciato libero dalla marcatura degli avversari e mancò per poco la ricezione di un passaggio da touchdown da parte di Cassel.
A fine anno, Allen fu votato al 68º posto nella NFL Top 100 dai suoi colleghi.

### Chicago Bears

#### 2014

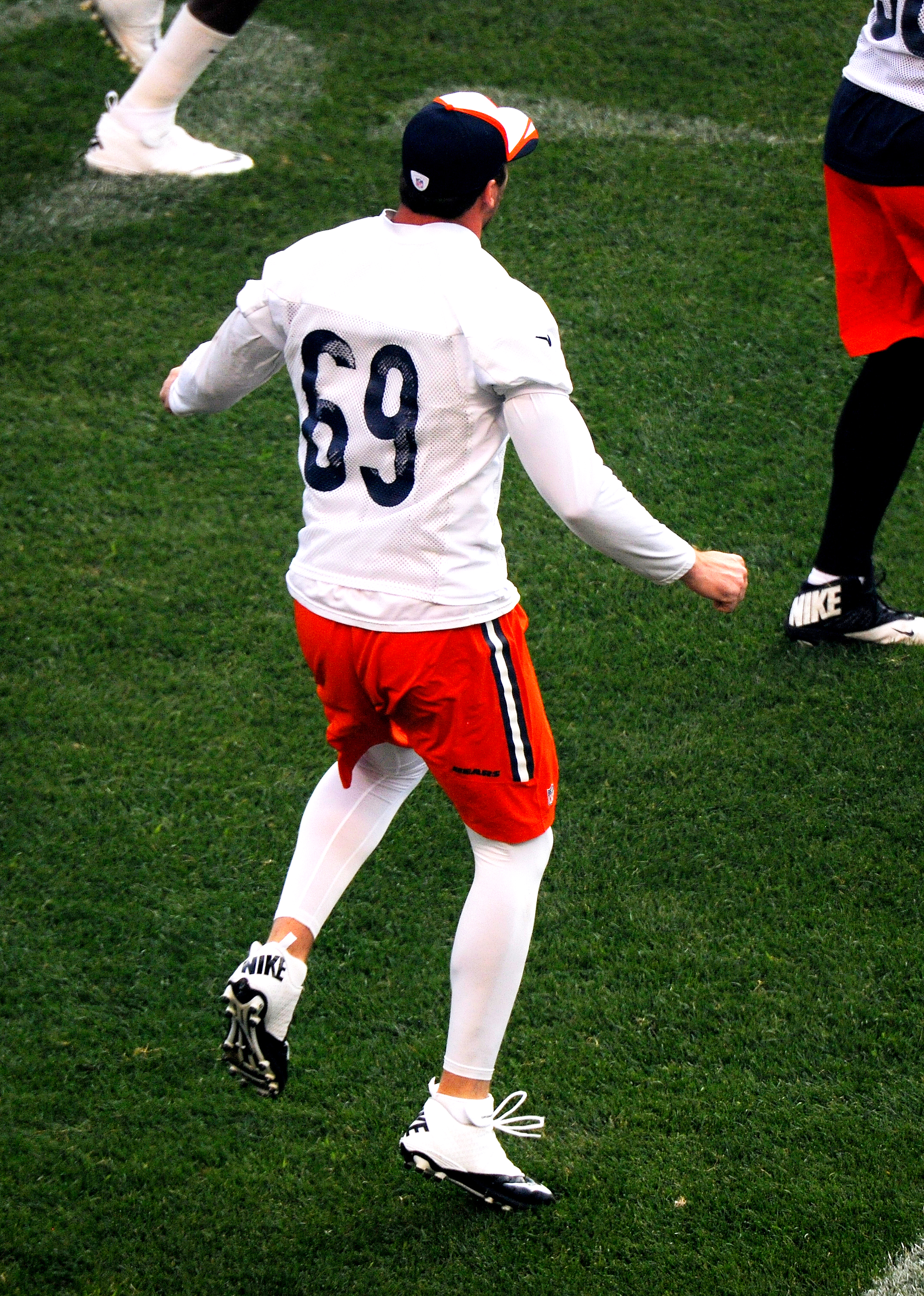
Allen con la maglia dei Bears nella pre-stagione 2014.

Terminato il contratto che lo legava ai Vikings, Allen divenne un free agent ed il 26 marzo 2014 firmò con i Chicago Bears un contratto quadriennale del valore di 32 milioni di dollari di cui 15,5 garantiti. Allen debuttò con la maglia dei Bears il 7 settembre 2014, quando schierato come defensive end destro titolare riuscì a mettere a referto un solo tackle nel primo incontro stagionale, perso da Chicago in casa ed ai tempi supplementari 23-20 contro i Buffalo Bills. Una settimana dopo contribuì, con 3 tackle ed un fumble forzato ai danni di Colin Kaepernick, alla vittoria dei Bears per 28-20 in casa dei San Francisco 49ers.
Il primo sack della stagione lo mise a segno (assieme a 2 tackle) il 12 ottobre ai danni di Matt Ryan, quarterback degli Atlanta Falcons, nella settimana 6 in cui i Bears conseguirono la terza vittoria stagionale sconfiggendo i padroni di casa per 27-13. La settimana seguente Allen andò nuovamente a sack, condividendone uno col compagno di squadra Jeremiah Ratliff, ma i Bears furono sconfitti al Soldier Field 27-14 dai Miami Dolphins.

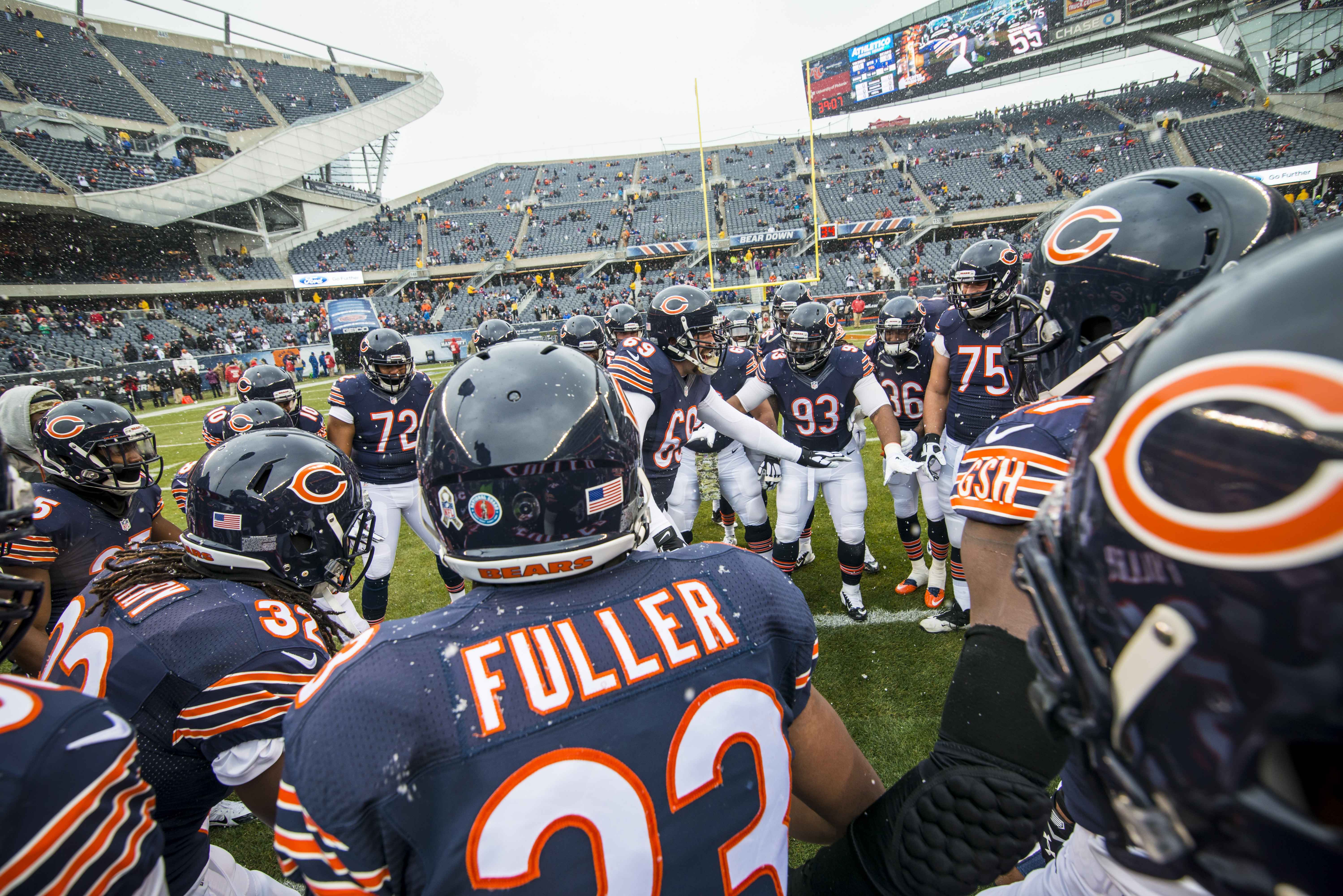
Allen (al centro), mentre pronuncia un discorso d'incitamento dinanzi ai suoi compagni di squadra, prima dell'inizio della gara di settimana 11.

Nella settimana 11, contro gli ex compagni di squadra dei Vikings mise a segno il terzo sack stagionale (ai danni del rookie quarterback Teddy Bridgewater), collezionando inoltre altri 5 tackle solitari con i quali aiutò Chicago a tornare alla vittoria (veniva da 3 sconfitte consecutive) sconfiggendo 21-13 Minnesota. Due settimane dopo in casa dei rivali divisionali di Detroit mise a segno altri 2 sack ed un fumble forzato ai danni di Matthew Stafford, ma Chicago tornò alla sconfitta con un passivo di 34-17. L'ultimo sack stagionale Allen lo mise a segno (assieme a 2 tackle solitari) ancora una volta contro Detroit ma Chicago uscì ancora una volta sconfitta dalle mura amiche del Soldier Field per 20-14. Quel sack comunque permise ad Allen di scavalcare l'infortunato John Abraham nella classifica per sack di tutti i tempi, insediandosi a quota 134 al 9º posto assoluto, 1º giocatore ancora in attività. Nell'ultima gara della stagione Allen fece ritorno in Minnesota per la prima volta dal precedente trascorso come avversario, ma venne efficacemente limitato dall'ex compagno di squadra Matt Kalil e mise a segno solamente 2 tackle ed un passaggio deviato, chiudendo così la sua stagione con 55 tackle, 4 passaggi deviati, 2 fumble forzati e 5,5 sack, non raggiungendo per la prima volta dopo 7 anni la doppia cifra in quest'ultima statistica.
Il 31 gennaio 2015, durante la 4ª edizione della serata di gala durante la quale vengono consegnati i premi NFL, Allen venne premiato col Salute to Service Award per il suo contributo con la fondazione Homes for Wounded Warriors, tramite la quale fornisce assistenza finanziaria per rendere accessibili le case dei veterani degli Stati Uniti divenuti disabili a seguito delle ferite di guerra.

#### 2015
Con l'arrivo di Vic Fangio a ricoprire il ruolo di coordinatore difensivo, i Bears passarono dalla difesa 4-3 utilizzata nelle ultime stagioni alla difesa 3-4 ed Allen fu conseguentemente spostato nel ruolo di outside linebacker edge rusher. Nella prima gara dell'anno egli mise a segno 3 tackle solitari, mentre i Bears vennero sconfitti al Soldier Field 23-31 dai Packers. La settimana seguente mise invece a referto un tackle solitario, un passaggio difeso e soprattutto, ai danni di Carson Palmer, il sesto intercetto in carriera nonché il primo con la maglia di Chicago, che però venne nuovamente sconfitta 48-23 nel match casalingo contro Arizona.

### Carolina Panthers
Il 28 settembre 2015, Allen fu scambiato coi Carolina Panthers per una scelta del sesto giro del Draft 2016. Nel settimo turno, con due sack nell'ultimo drive su Sam Bradford (gli unici due stagionali), contribuì a preservare la vittoria della sua squadra sugli Eagles. I Panthers terminarono col miglior record della NFL, 15-1. Il 7 febbraio 2016 partì come titolare nel Super Bowl 50, dove i Panthers furono sconfitti per 24-10 dai Denver Broncos. Quella fu l'ultima partita della sua carriera dopo di che, il 18 febbraio 2016, annunciò il ritiro. La sua carriera terminò con 136 tackle, il massimo per un giocatore da quando era entrato a far parte della lega nel 2004 e il massimo in quel momento tra i giocatori in attività alla pari di Julius Peppers.
Il 14 aprile 2016, Allen firma un contratto di un giorno con i Vikings per potersi ritirare ufficialmente da membro della squadra.

## Palmarès

### Franchigia
- National Football Conference Championship: 1

Carolina Panthers: 2015

### Individuale
- Convocazioni al Pro Bowl: 5

2007, 2008, 2009, 2011, 2012
- First-Team All-Pro: 4

2007, 2008, 2009, 2011
- Difensore dell'anno della NFC: 1

2011
- SN Difensore dell'anno della NFL: 1

2011
- Leader dei sack nella NFL: 2

2007, 2011
- Difensore della AFC del mese: 1

ottobre 2007
- Difensore della AFC della settimana: 1

6ª settimana della stagione 2005
- Difensore della NFC del mese: 1

ottobre 2011
- Difensore della NFC della settimana: 1

13ª settimana della stagione 2008
- NFL Alumni Pass Rusher dell'anno: 1

2007
- NFL Alumni Defensive Lineman dell'anno: 1

2009
- PFWA All-Rookie Team - 2004
- Club dei 100 sack
- Record dei Vikings per sack in una singola stagione (22)
- I 50 più grandi Vikings
- Pro Football Hall of Fame (classe del 2025)

## Statistiche
Fonte: NFL.com
† Leader stagionale NFL
† Record di franchigia dei Vikings
Statistiche aggiornate alla stagione 2014

### Record NFL
- Maggior numero di gare consecutive con un sack: 11 (2011–2012)
- Maggior numero di volte ad avere guidato la lega in sack: 2 (condiviso con Mark Gastineau, Reggie White, Kevin Greene, Michael Strahan e DeMarcus Ware)
- Maggior numero di safety in carriera: 4 (condiviso con Ted Hendricks e Doug English)